# Fuerte Jesús, María, José de Río Pardo
El Fuerte de Jesús, María, José del Rio Pardo (en portugués: Forte Jesus, Maria, José do Río Pardo) se localizaba en la margen izquierda del río Yacuí, a la altura de la desembocadura del río Pardo, entonces el límite de la región de las Misiones Orientales, en el lugar hoy conocido como Alto da Fortaleza, en la ciudad de Río Pardo, en el estado de Río Grande del Sur, en el Brasil.

## Historia
Cuando los misioneros de la Compañía de Jesús llegaron a la región del Río de la Plata (1626), fundaron la reducción de San Nicolás buscando "conquistar tierras y almas para Dios y para la Corona da España". Posteriormente, al occidente del río Pardo otras 18 fueron creadas, de las cuales las principales fueron: Jesús, María, José (1632), San Joaquín (1633) y San Cristóbal (1634). De ese modo, en poco tiempo los guaraníes, reducidos, ya estaban "bautizados y practicando con fervor la religión, con una vida de costumbres muy puras". Los españoles, a pesar de ser los titulares de esas tierras por el Tratado de Tordesillas (1494), no se preocuparon por la efectiva ocupación. Limitáronse a autorizar la acción de los jesuitas que, en 1682, iniciaron la fundación de los llamados Siete Pueblos de las Misiones, en la porción oeste del actual territorio del Río Grande del Sur.
Por otro lado, en la misma época, para garantizar su expansionismo en el Río de la Plata, los portugueses fundaron en su margen izquierda la Colonia del Sacramento (1680), en territorio del actual Uruguay, pasando a explorar el interior del actual Río Grande del Sur para apoyarla. Uno de los pioneros fue el capitán mayor de Laguna, Francisco de Brito Peixoto, que se dirigió a las márgenes del río Pardo e identificó el punto en que él desagua en el río Yacuí, en 1715.

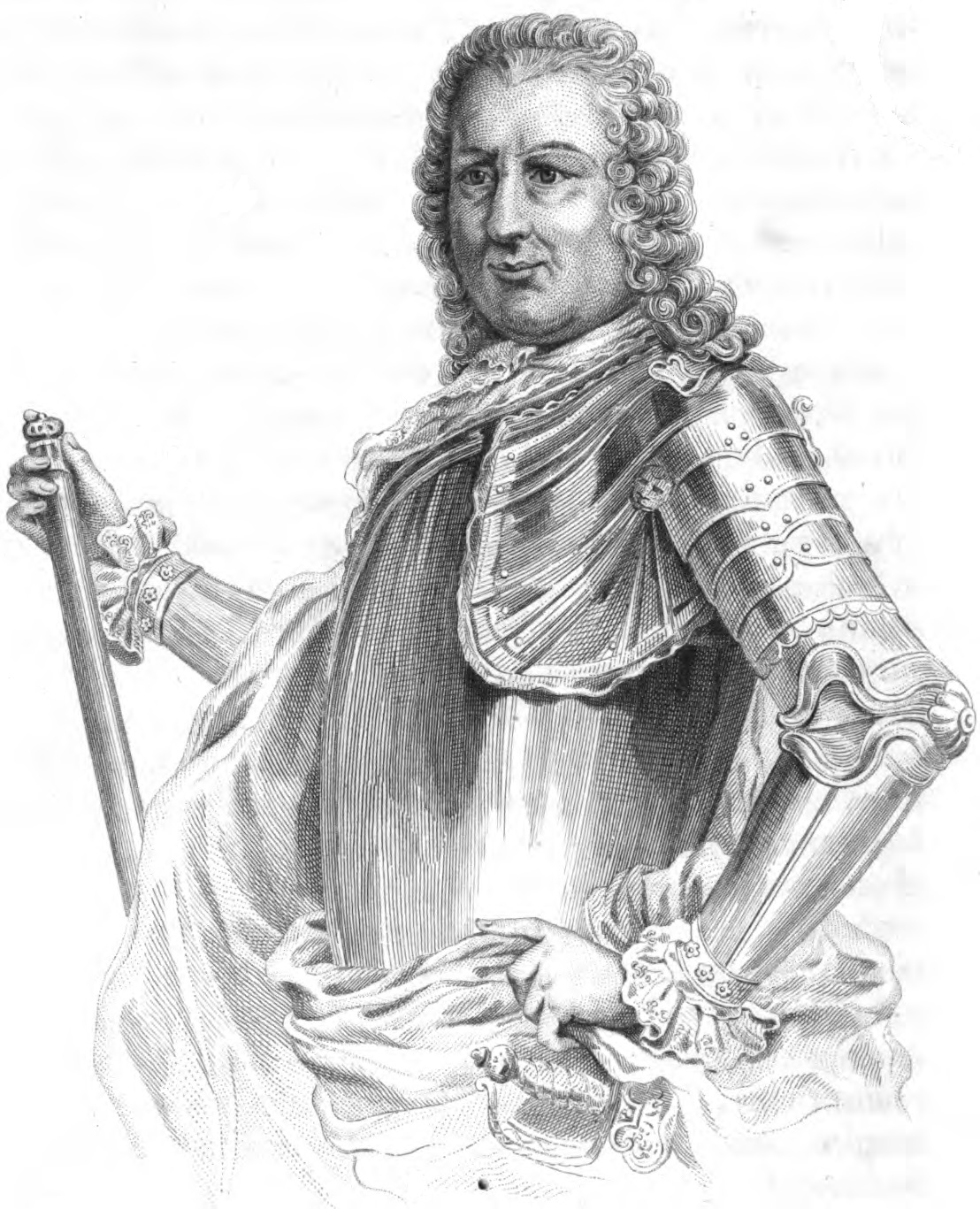
António Gomes Freire de Andrade, Conde de Bobadela.

En el contexto de la disputa por esos territorios por las Coronas Ibéricas, el tratado de Madrid (1750), entre otros puntos, determinó el trueque de la Colonia del Sacramento por los Siete Pueblos de las Misiones. El gobernador y capitán general de la Capitanía de Río de Janeiro, Gomes Freire de Andrade, fue señalado por la Corona portuguesa para dirigir los trabajos de demarcación exigidos por el Tratado, en la región sur. De ese modo, en el lugar descripto por Francisco de Brito Peixoto, en la margen izquierda del río Yacuí, próximo a la desembocadura del río Pardo, aquel gobernador determinó que se levantase un depósito de provisiones y víveres, estableciendo allí el cuartel general (1751). Este fue el embrión del Forte Jesus, Maria, José do Rio Pardo, núcleo de la actual ciudad de Río Pardo.
En posición dominante en la confluencia de los ríos, el campamento evolucionó hacia un fuerte de campaña de modestas proporciones, constituido por empalizadas de madera calzadas por plataformas de tierra apilada y cercadas por un foso con agua (1752).
En el contexto de la Guerra Guaranítica (1753-1756) este fuerte fue atacado por los indígenas tapes al mando de Sepé Tiarayú, quien fue vencido y capturado entre marzo y abril de 1754, pero la noche anterior a su ejecución burló la guardia y logró escapar. Desde ese mismo año existe una planta de autoría del sargento mayor ingeniero José Fernandes Pinto Alpoim, y otra, adjudicada a Manoel Vieira Leão, discípulo de Alpoim.
Después de la campaña de Misiones, de 1756 a 1759 el fuerte fue reedificado en tierra y piedra. Gomes Freire de Andrade, de vuelta al fuerte, fue condecorado como Conde de Bobadela, retornando a Río de Janeiro.
Concluida la construcción, permaneció guarnicionado por el Regimiento de Dragones del Río Pardo, al mando del coronel Tomás Luis Osório. Cuando se produjo la invasión española de 1763-1776, el sargento mayor Francisco Pinto Bandeira batió la vanguardia del ejército español que estaba al mando de Zabala, quien iba a reunir sus fuerzas con las del gobernador de Buenos Aires, Juan José de Vértiz y Salcedo, apresando grande parte de las armas y provisiones enemigas (1773). La Fortaleza do Rio Pardo, ganó a partir de entonces el epícteto de "Tranqueira Invicta".
No hay informaciones posteriores sobre esta planta, probablemente desaparecida en el contexto de la represión de la Revolución Farroupilha (1835-1845). Poco conocido en la historiografía oficial es el combate de Río Pardo (30 de abril de 1837) que dio a los separatistas (farrapos) una victoria sobre el Ejército Imperial, que en esa plaza perdieron ocho piezas de artillería, cerca de mil armas de infantería, cantidad de municiones de boca y de guerra, habiendo sufrido cerca de 300 bajas entre muertos y heridos, además de la captura de cerca de 700 prisioneros. El comandante militar de la provincia, mariscal Barreto, debió responder ante un consejo de guerra del imperio por este desastre. 
Actualmente en el lugar, a orillas del río, hay una placa y un jardín municipal, ornado con tres de las antiguas piezas de artillería, señalando el lugar de la antigua fortificación.
29°59′38″S 52°22′39″O / -29.99389, -52.37750